# Jan Pieterszoon Coen

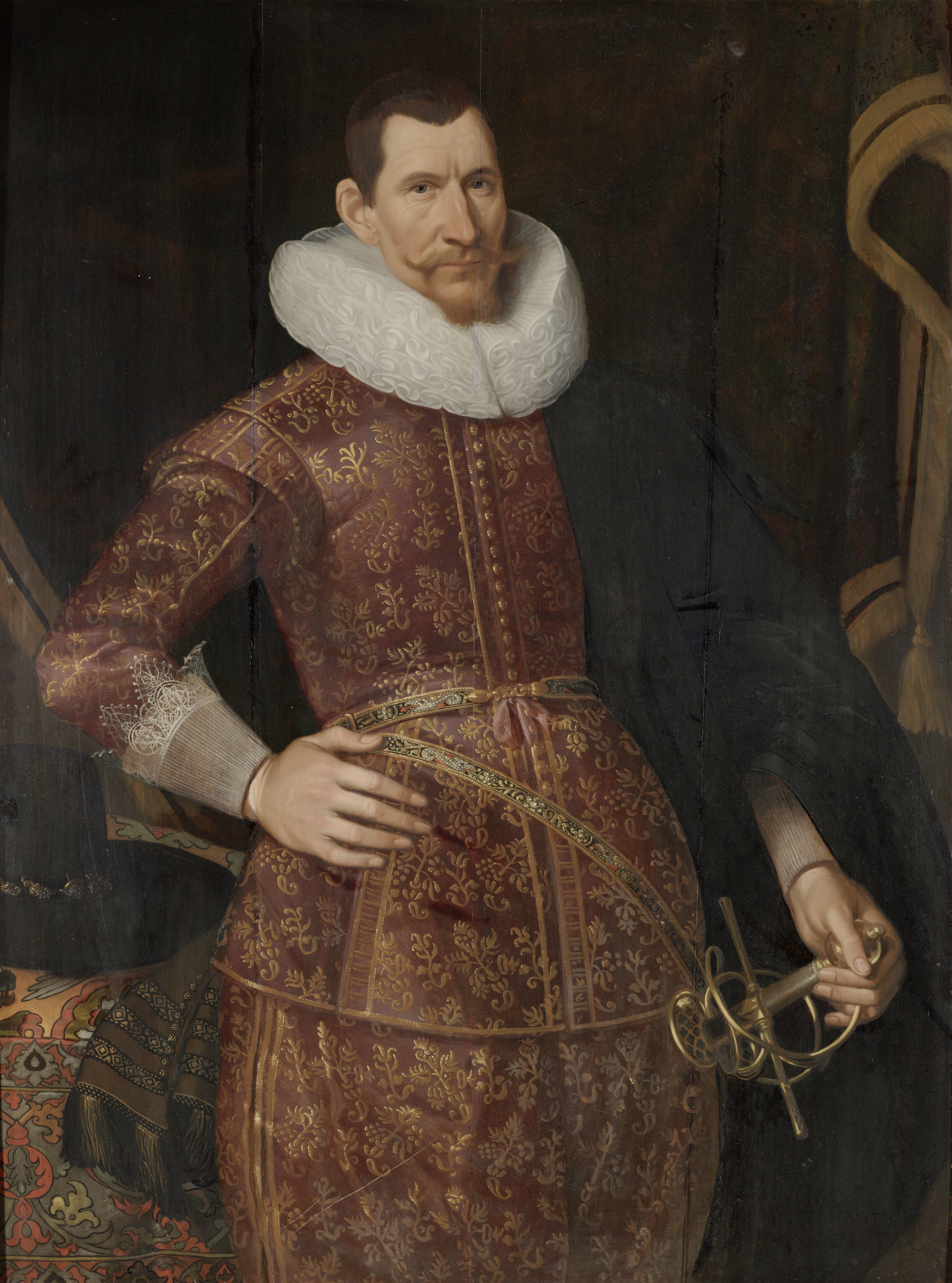
Retrato de Jacques Waben

Jan Pieterszoon Coen, (8 de janeiro de 1587 - 21 de setembro de 1629) foi um oficial da Companhia Holandesa das Índias Orientais (VOC) no início do século XVII, tendo dois mandatos como governador-geral das Índias Orientais Holandesas. Ele foi o fundador da Batávia, capital das Índias Orientais Holandesas. Reconhecido por fornecer o impulso que colocou a VOC no caminho para o domínio nas Índias Orientais Holandesas, ele foi considerado um herói nacional na Holanda. Desde o século XIX, seu legado tornou-se controverso devido à violência que empregou, especialmente durante a última etapa da conquista holandesa das Ilhas Banda, a fim de garantir o monopólio comercial da noz-moscada, macis e cravo.
Uma famosa citação dele de 1618, Não se desespere, não poupe seus inimigos, pois Deus está conosco, ilustra sua crueldade obstinada e sua crença irrestrita na natureza divinamente sancionada de seu projeto. Usando essa autoproclamada sanção divina para perseguir violentamente seu objetivo final de monopólio comercial nas Índias Orientais, soldados holandeses agindo sob as ordens de Coen perpetraram numerosos atos de destruição nas ilhas de especiarias do (agora) leste da Indonésia, incluindo o infame Massacre de Banda de 1621. O objetivo disso era ganhar o monopólio do fornecimento de noz-moscada e macis, a fim de sustentar preços e lucros artificialmente altos para os holandeses investidores da VOC. Isso foi considerado por muitos como excessivo, mesmo para uma idade relativamente violenta. Consequentemente, desde a independência da Indonésia, ele tem sido visto sob uma luz mais crítica, e os historiadores veem seus métodos frequentemente violentos como excessivos.